# Диплатиналитий
Диплатиналитий — бинарное неорганическое соединение, интерметаллид
лития и платины
с формулой LiPt2,
кристаллы.

## Получение
- Сплавление стехиометрических количеств чистых веществ[1]:

{\displaystyle {\mathsf {2Pt+Li\ {\xrightarrow {540^{o}C}}\ LiPt_{2}}}}

## Физические свойства
Образует кристаллы кубической сингонии (гранецентрированная решётка), пространственная группа F d3m, параметры ячейки a = 0,76932 нм, Z = 8, структура типа димедьмагния MgCu2 (фаза Лавеса).
Имеет область гомогенности 66÷73 ат.% платины.